# Kenny Wormald
Kenneth Wormald, detto Kenny (Boston, 27 luglio 1984), è un ballerino, attore e star di reality show statunitense.
Il suo ruolo più famoso è quello di Ren McCormack nel musical Footloose.

## Biografia
Kenny Wormald è nato a Boston, da Melanie e Edgar K. Wormald, e crebbe a Stoughton, Massachusetts, dove si diplomò alla Stoughton High School nel 2002. Ha 2 fratelli, Lee e Dylan. Si è trasferito a Los Angeles subito dopo il diploma.

## Carriera

### Carriera di ballerino
Ha iniziato a ballare all'età di 6 anni dopo che sua mamma lo vide ballare davanti ad un video dei New Kids on the Block. Ha frequentato la Gold School a Brockton. A 13 anni, vinse il Master Dance del New England e fu nominato "Junior Mr.Dance del New England". Un anno dopo, a 14 anni, fu nominato "Teen Dancer di Boston". A 15 anni, fu nominato "Teen Mr.Dance del New England". Nel 1996, Wormald fu selezionato per ballare per il presidente Bill Clinton alla Casa Bianca, in occasione dell'annuale celebrazione della Pasqua. Nel 2002, ha vinto la medaglia d'oro al campionato mondiale della danza a Riesa, Germania nella tap dance in cui si è esibito. Wormald è apparso nei video musicali di Madonna, Mariah Carey, Chris Brown, Christina Aguilera e JoJo. È stato ballerino anche nei tour di Justin Timberlake e delle Pussycat Dolls e anche un habitué del reality televisivo statunitense Dancelife.

### Carriera nei reality e come attore
Nel Dicembre del 2006, a Wormald fu annunciata la sua partecipazione al reality-programma orientato sulla danza prodotto da Jennifer Lopez, Dancelife che segue un gruppo di aspiranti ballerini che cercano di sfondare a Hollywood.
La serie non ha proseguito a causa del basso share.
Nell'Aprile del 2008 Wormald è stato confermato per il suo debutto come attore in Center Stage: Turn It Up dell'emittente televisiva Oxygen Cable Network, dove interpretava il ruolo del protagonista. Il film, che è il seguito di Center Stage è uscito nel Novembre dello stesso anno ed ha ricevuto recensioni negative da parte dei critici.
Nel Giugno del 2010, la Paramount Pictures ha annunciato che Wormald era stato preso come protagonista nel già annunciato remake del film del 1984 Footloose. Sia Zac Efron che Chace Crawford furono chiamati per interpretare il ruolo di Ren McCormack ma rifiutarono entrambi. Le riprese si svolsero nel Settembre dello stesso anno con un budget di 24 milioni di dollari con Julianne Hough e Dennis Quaid confermati come star. Il film è stato distribuito il 14 ottobre del 2011, ed ha ricevuto recensioni positive da parte della critica. Ha incassato più di 62 milioni di dollari in tutto il mondo.

## Tours
- Justin Timberlake – FutureSex/LoveShow – 2007
- The Pussycat Dolls – Doll Domination Tour – 2009

## Filmografia

### Cinema
- SDF Street Dance Fighters (You Got Served), regia di Chris Stokes (2004)
- Clerks II, regia di Kevin Smith (2006)
- Jackass Number Two, regia di Jeff Tremaine (2006)
- Center Stage: Turn It Up, regia di Steven Jacobson (2008)
- Footloose, regia di Craig Brewer (2011)
- Love & Mercy, regia di Bill Pohlad (2014)
- Lap Dance, regia di Greg Carter (2014)
- Honey 3 - Il coraggio di ballare (Honey 3: Dare to Dance), regia di Bille Woodruff (2016)

### Televisione
- The Drew Carey Show – serie TV, episodio 8x07 (2002)
- Dancelife – reality televisivo, episodi 1x01-1x02 (2007)
- Massholes – serie TV, 23 episodi (2012-2013)
- Fear the Walking Dead – serie TV, 4 episodi (2016)

## Doppiatori italiani
Nelle versioni in italiano dei suoi film, Kenny Wormald è stato doppiato da:
- Edoardo Stoppacciaro in Footloose
- Luca Mannocci in Love & Mercy